# Tephritopyrgota vesicatoria
Tephritopyrgota vesicatoria är en tvåvingeart som beskrevs av Friedrich Georg Hendel 1914. Tephritopyrgota vesicatoria ingår i släktet Tephritopyrgota och familjen Pyrgotidae. Inga underarter finns listade i Catalogue of Life.